# Чтения в Императорском Обществе истории и древностей российских
«Чтения в Императорском Обществе истории и древностей российских» — серійне видання, що містило праці «Императорского Общества» при Московському Університеті за 1846 —1918 роки (з перервами); вийшло 264 книг з матеріалами до історії Росії. Засновником і першим редактором «Чтений» був Осип Бодянський (1846 —1848 і 1858 —1877, зредагував 101 книгу), який помістив у «Чтений» багато цінних джерельних матеріалів до історії України; крім нього, ще брали участь в «Чтеніях» Дмитро Бантиш-Каменський, Матвій Любавський, Дмитро Любавський та ін.

## «Чтения» про Україну
- «Історія Русів» (1846),
- «Літопис Самовидця» (1846),
- «Летописное повествование о Малой России» А. Ріґельмана (1847),
- «Краткое историческое описание о козацком малороссийском народе …» П. Симоновського (1847),
- «Повесть о том, что случилось на Украине … аж до смерти Б. Хмельницкого» (1848),
- «Письма гетмана Мазепы» (1848), «Начало Унии» Д. Зубрицького (1848),
- «Діяріуш» М. Ханенка (1858 — 1859),
- «Источники малороссийской истории» Д. Бантиш-Каменського (1858),
- «Реестра всего Войска Запорожского в 1649 г.» (1874),
- «Народные песни Галицкой и Угорской Руси» Я. Головацького (1878) та ін.